# Mike Waters

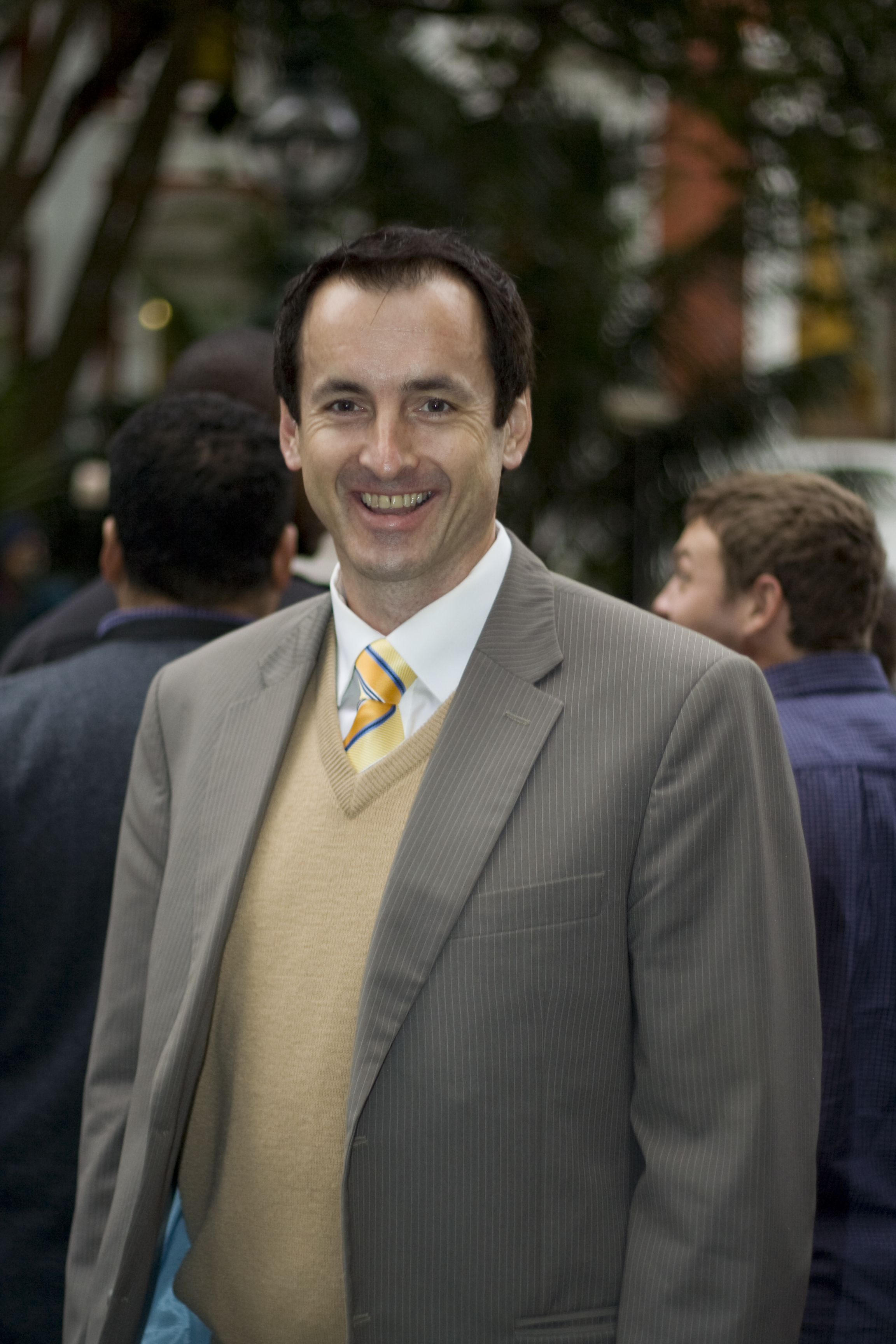
Mike Waters

Mike Waters (ur. 30 czerwca 1967 w Middlesbrough) – południowoafrykański działacz polityczny i parlamentarzysta.
Urodził się w Wielkiej Brytanii, jednak w wieku czterech lat osiedlił się wraz z rodzicami w Południowej Afryce. W latach 1976–1978 mieszkał w Botswanie. Studiował zarządzanie przedsiębiorstwem w Technikon Witwatersrand (obecnie część Uniwersytetu w Johannesburgu). W 1989 przystąpił do Partii Demokratycznej, rozpoczynając karierę w jej organizacji młodzieżowej (w 1994 został jej liderem). W listopadzie 1995 został wybrany w skład Rady Dzielnicowej w Kyalami jako jedyny reprezentant PD. W 1996 ujawnił fakt niepłacenia przez radnych ANC składek miejskich, za co został wykluczony z Rady, jednak na mocy wyroku Sądu Najwyższego utrzymał mandat.
W 1999 po raz pierwszy wszedł w skład Zgromadzenia Narodowego RPA. Mandat obronił w kwietniu 2004. Podczas zasiadania w parlamencie był rzecznikiem Aliansu Demokratycznego ds. poczty, spraw wewnętrznych, administracji i służby publicznej, HIV/AIDS, rozwoju społecznego. Obecnie pełni obowiązki rzecznika AD ds. zdrowia oraz wykorzystywania seksualnego dzieci.
Znany jest z publicznej ostrej krytyki działalności minister zdrowia Manto Tshabalaly-Msimang (ANC). Interpelował w sprawie domniemanej kradzieży popełnionej przez nią podczas pracy w szpitalu w Botswanie w 1976] za co został na pięć dni zawieszony w prawach posła.
Na stałe mieszka w Kempton Park.